# Guacará (encomienda)

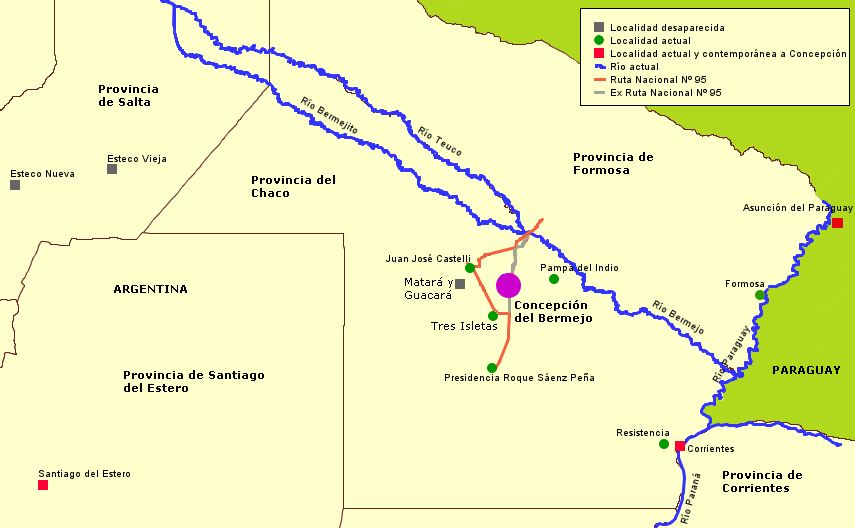
Mapa de Matará y Guacará según la división política actual.

Guacara fue el nombre dado a un pueblo de indios encomendados en el Chaco Austral, a fines del siglo XVI y comienzos del siglo XVII. Sus ruinas se ubican en una zona del sudoeste del departamento General Güemes (provincia del Chaco, Argentina), conocida como Pampa de Tolosa.
Guacara estuvo desde sus comienzos encomendada a un vecino de Talavera de Esteco llamado Antón Martín de Don Benito. Cuando Alonso de Vera tras fundar Concepción de Nuestra Señora la descubre (en 1585), se apropia de la misma, quedando bajo jurisdicción de esta ciudad. La encomienda siguió a cargo de Antón Martín, pero se agregó un tal Gaspar de Sequeira o Cequeyra, tal cual lo informó el gobernador Diego de Góngora en 1622. Al frente de cada grupo había un cacique, y la población total de la misma estaba compuesta (según el mismo informe de Góngora) por 154 personas, de los cuales 51 eran hombres, 45 mujeres y el resto menores de ambos sexos.
Guacara fue menos importante que la encomienda de Matará, de la cual se ubicaba a dos tiros de arcabuz, lo que si bien pudo haber sido expresado en sentido figurado, probablemente expresaba una distancia inferior a los 600 metros. De todos modos es de esperar que haya contribuido en algo al desarrollo de Concepción. Luego de que una coalición de tribus destruyera Matará en 1631 (hecho que provocó el abandono de Concepción), no existen registros de Guacara, siendo lo más probable que haya sido destruida junto con Matará.